# Андрієвський Петро
Андрієвський Петро (за певними даними по батькові: Євгенович)  (23 жовтня 1880, Ромни — 1 листопада 1945, Варшава) — український ветеринар, біолог-бактеріолог. Доктор ветеринарної медицини й магістр ветеренарних наук. Член та співробітник УАН у Києві. Один із засновників Української радикальної партії. Професор УВУ та Української Господарської Академії.

## Біографія
Петро Андрієвський Закінчив Харківський ветеринарний інститут (1899). Працював у Харкові і Москві. Від 1922 — звичайний професор біології і зоології УВУ в Празі. Був одним з професорів УГА.
Як науковий дослідник працював в Інституті Пастера (Париж) та наукових установах у Франції, Судані. 1933—1939 роки був професором ветеринарної медицини Варшавського університету. Під час німецької окупації — викладач Львівської ветеринарної академії, професор Львівського державних с.-г. курсів у Дублянах (1941–43), проводив науково-педагогічну діяльність на рільничо-лісовому факультеті Львів. політех. інституту (1942–44). По закінченню війни повернувся до Варшави.

## Основні праці
- Фізицизм і Містицизм. Прага, 1924 (співавтор);
- Praktické metody k dûkazu rozmnožení bakterií v mase. Brno, 1927;
- The influence of putrefactive gases on b. anthracis // J. of bacteriology. 1928;
- Sur la peste bovine atypique et la pluralité du virus // Revue Générale de Médecine Vétérinaire. 1931.